# پارمنیدس (گفتگو)

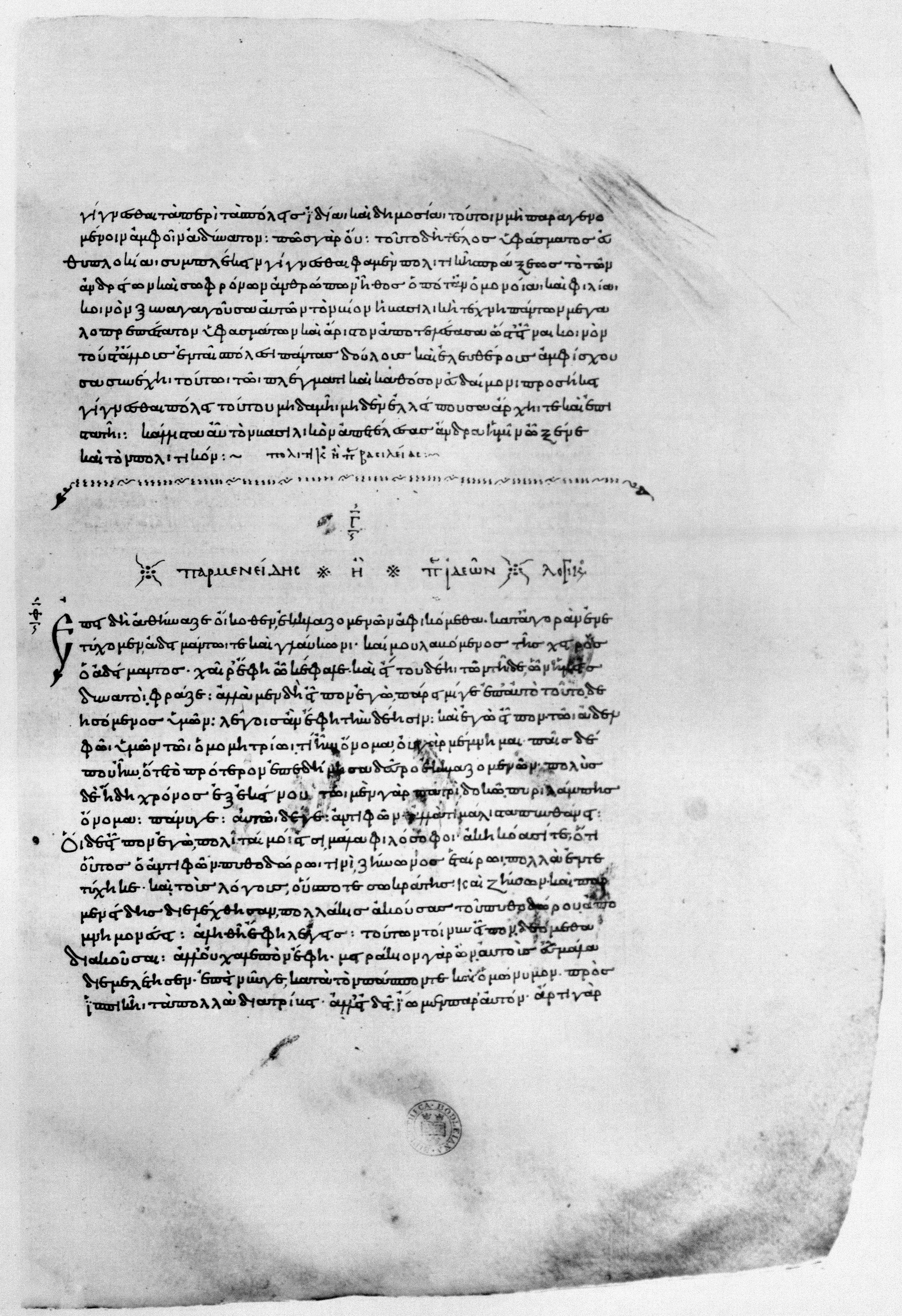
پارمنیدس

پارمنیدس (به انگلیسی: Parmenides؛ به یونانی: Παρμενίδης) یکی از گفتگوهای افلاطون است. این گفتگو به‌عنوان یکی از چالش‌برانگیزترین و معمایی‌ترین گفتگوهای افلاطون است. ظاهراً پارمنیدس روایتی از ملاقات دو فیلسوف بزرگ مکتب الئایی، پارمنیدس و زنون الئایی، و سقراط جوان است. مناسبت این جلسه، خواندن رساله‌ای توسط زنون در دفاع از مونیسم پارمنیدسی در برابر آن دسته از طرف‌داران کثرت‌گرایی بود که ادعا می‌کردند فرض پارمنیدس باعث ایجاد پوچی‌ها و تناقضات غیرقابل تحمل می‌شود. گفتگو در خلال دیداری بین پارمنیدس و زنون الئایی در شهر زادگاه سقراط در آتن انجام می‌شود. این مکالمه از نظر زمانی قدیمی‌ترین گفتگو است زیرا سقراط تنها نوزده سال دارد.
اکثر محققان موافقند که این گفتگو یک مکالمه تاریخی نیست و به احتمال زیاد ساخته ذهن افلاطون است.